# Strawberry Fields Forever
Strawberry Fields Forever (1967) is een lied van The Beatles geschreven door John Lennon maar toegeschreven aan Lennon-McCartney. Het nummer is direct herkenbaar door het intro gespeeld door McCartney op de mellotron. De single werd uitgebracht als single met een dubbele A-kant (de andere A-kant was Penny Lane).  In tegenstelling tot veel voorgaande singles van The Beatles was dit geen wereldwijde nummer 1-hit. In hun eigen land, Engeland, bleef de single steken op de tweede plaats. In de VS behaalde Strawberry Fields Forever slechts de achtste plaats in de hitparade.

## Oorsprong en achtergrond

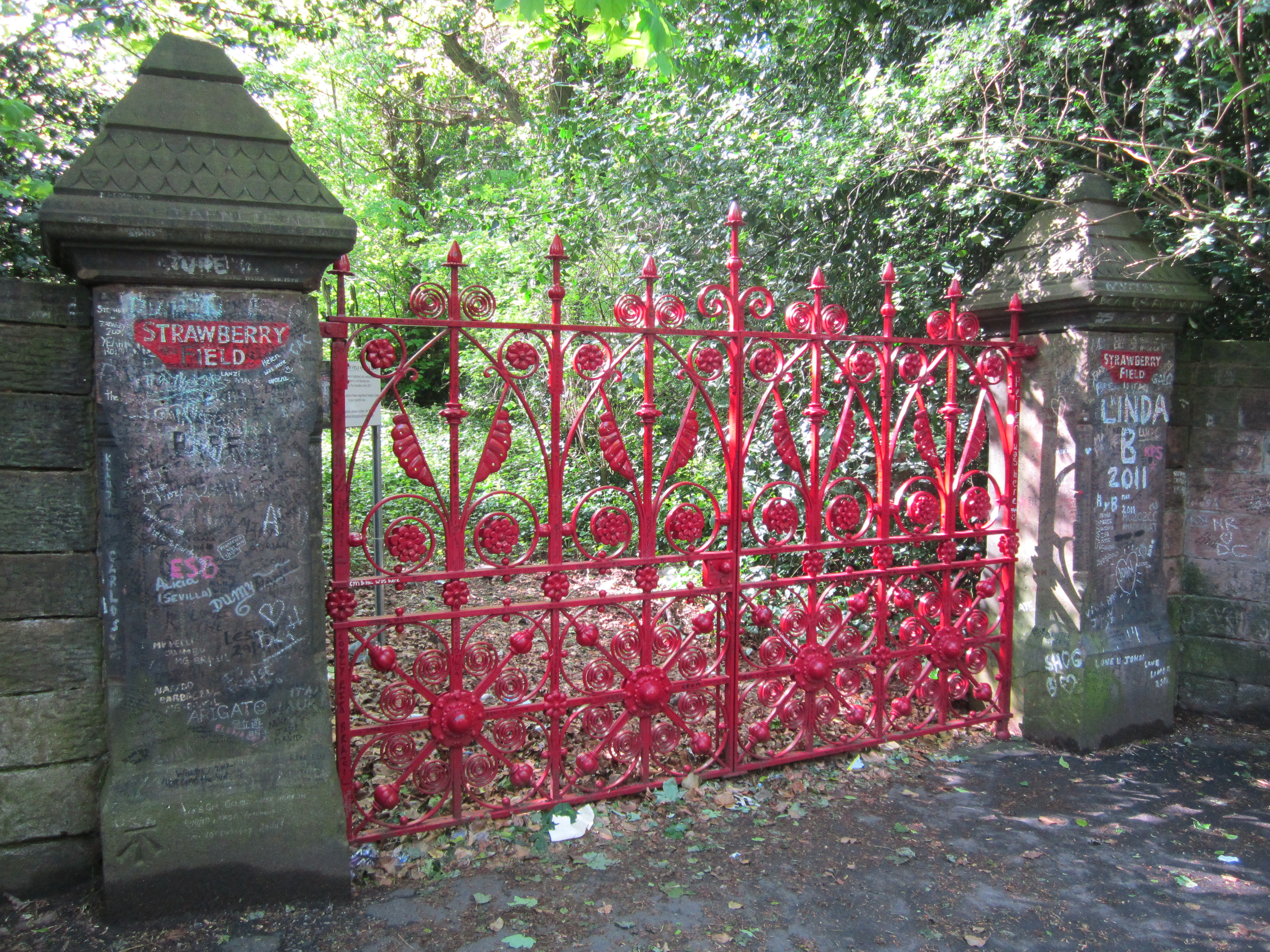
Toegangspoort Strawberry Field aan de Beaconsfield Road, Woolton

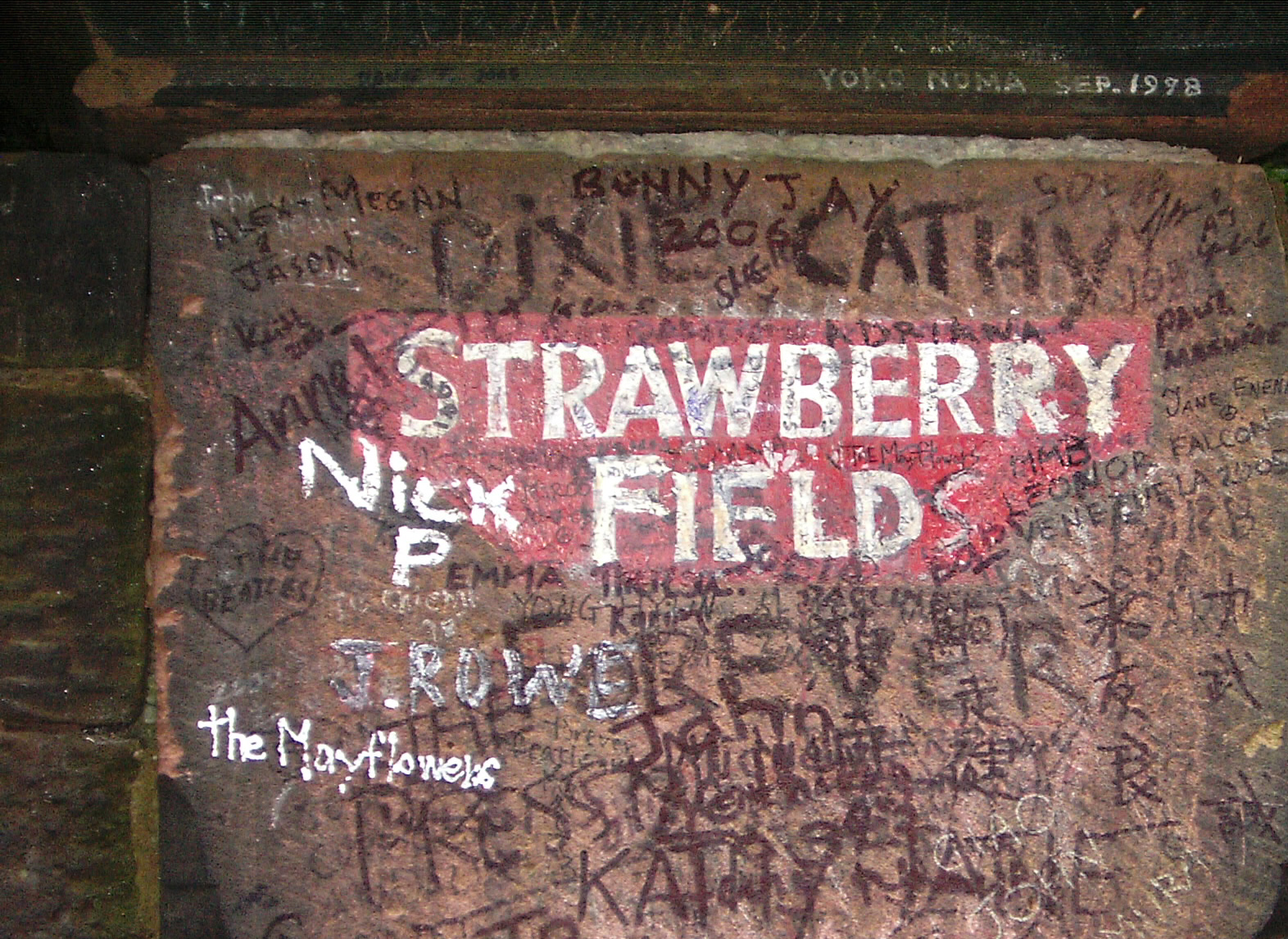
Strawberry Field trekt ieder jaar veel toeristen. Velen laten een bericht achter op de toegangspoort.

In het najaar van 1966 hoefden The Beatles voor het eerst in jaren niet op tournee en daardoor hadden de bandleden de tijd om andere projecten te ondernemen. John Lennon kon een rol spelen in de film How I Won the War van Dick Lester, waarvoor hij zes weken naar Almería in Spanje moest. In deze periode schreef hij Strawberry Fields Forever. De titel verwijst naar Strawberry Field, een kindertehuis van het Leger des Heils aan Beaconsfield Road in Woolton, Liverpool. Dit gebouw, uit 1936, bevond zich vlak bij het huis van zijn tante Mimi Smith, bij wie hij in zijn jeugd woonde. Het was een plek waar hij in zijn jeugd regelmatig kwam, vooral in de tuin van Strawberry Field. Het huis werd later afgebroken en vervangen door een kleiner huis waarin nu een kerk is gevestigd. Paul McCartney omschrijft de plek als volgt: 

... it was a secret garden. ... it was a little hide-away for him where he could maybe have a smoke, live in his dreams a little, so it was a get-away. It was an escape for John.

Strawberry Field was een plek uit zijn jeugd waarop Lennon waarschijnlijk met nostalgie terugkeek, zeker omdat The Beatles en Lennon in 1966 door een turbulente, onzekere periode gingen. De Beatles hadden bijvoorbeeld dat jaar in Candlestick Park in San Francisco hun laatste concert gegeven, en dit zorgde voor onzekerheid bij Lennon. De concerttournee van dat jaar was daarnaast buitengewoon hectisch: The Beatles waren op de Filipijnen bedreigd omdat ze geweigerd hadden op hun vrije dag voor Imelda Marcos op te treden. In de Verenigde Staten werden massaal Beatle-platen verbrand omdat Lennon had beweerd dat The Beatles "populairder waren dan Jezus". In Strawberry Fields Forever probeert Lennon daarom een gelukkigere, simpelere tijd terug te halen.
Onder invloed van lsd gaf Lennon het nummer een diepere, meer reflectieve lading mee, waardoor het niet alleen over herinneringen aan vroeger gaat, maar ook over zijn twijfels en onzekerheden. 

The second [verse] goes, 'No one I think is in my tree.' Well, what I was trying to say in that line is, 'Nobody seems to be as hip as me, therefore I must be crazy or a genius.' It's the same problem as I had when I was five. Strawberry Fields was psychoanalysis set to music.

## Opnamen

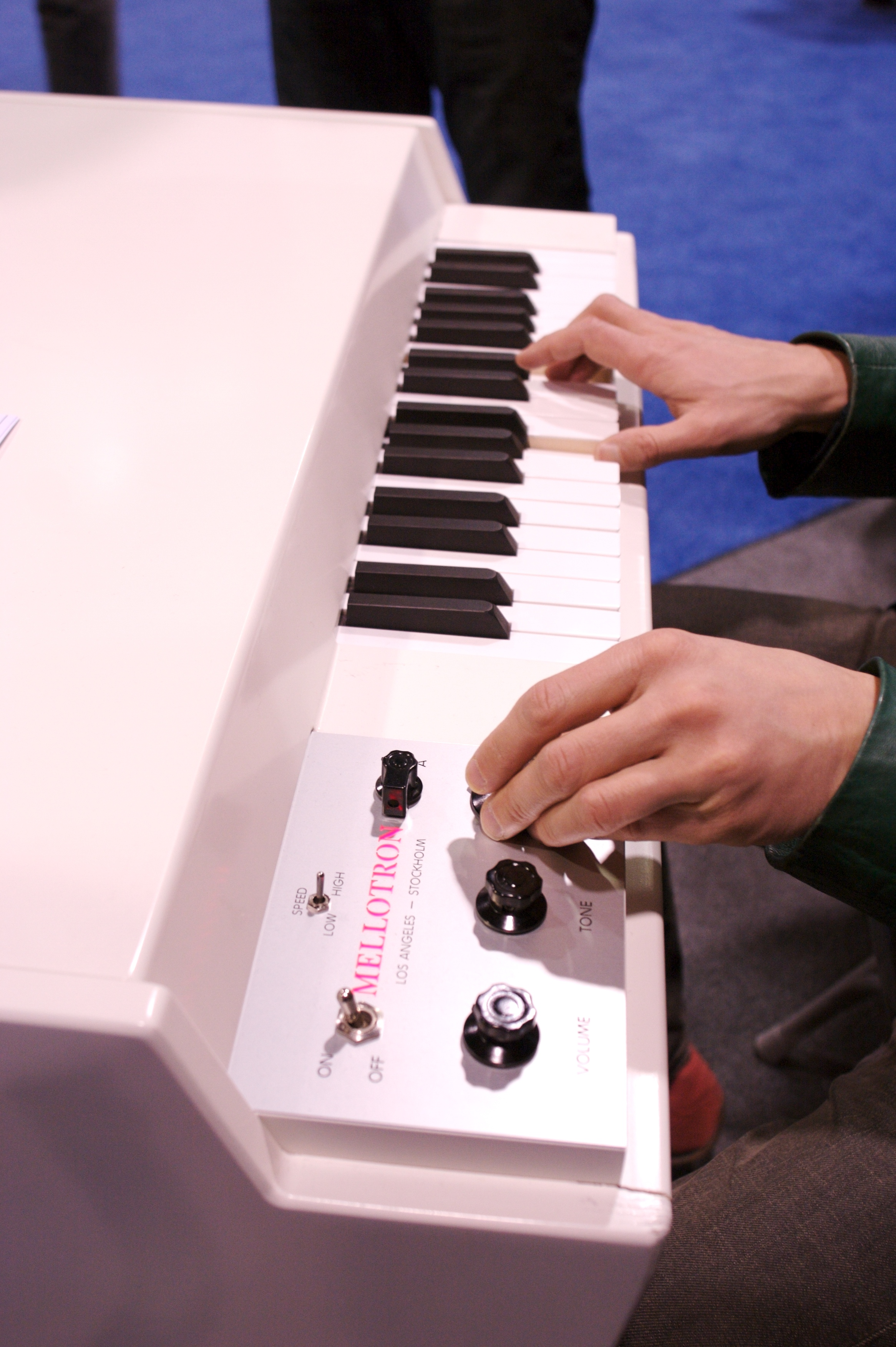
Aan het begin van het lied is een mellotron te horen.

De opnamen voor Strawberry Fields Forever begonnen in november 1966. Het nummer staat bekend als een van de meest complexe van alle Beatles-opnamen. Op Anthology 2 is de demoversie Strawberry Fields Forever, gezongen door John Lennon, te horen waaruit blijkt dat het nummer een relatief eenvoudige oorsprong heeft.
Eenmaal in de studio werd het nummer steeds complexer, bijvoorbeeld door het gebruik van de mellotron. Lennon was niet tevreden over de eerste versie en daarom werd op 8 december 1966 aan een nieuwe versie begonnen. Hieraan werden op 15 december door producer George Martin gecomponeerde arrangementen voor trompetten en cello's toegevoegd. Lennon was ook met deze nieuwe versie niet geheel tevreden en vroeg daarom aan Martin of het begin van de eerste versie met het eind van de tweede versie samengevoegd kon worden. Hoewel de beide versies in een andere toonsoort en in een ander tempo gespeeld waren, lukte het Martin en geluidstechnicus Geoff Emerick om beide versies samen te voegen. De truc was om de eerste versie sneller te laten lopen en de tweede versie langzamer, zodat het verschil in toonsoort en tempo gemaskeerd werd. De samenvoeging is echter wel hoorbaar: een 'las' is te horen op 60 seconden na het begin van het nummer (na de tekst "let me take you down").
Aan het einde van het nummer is er een spookachtig muziekje en wordt een stem hoorbaar. Wat deze stem precies zegt, was altijd een beetje onduidelijk, maar nadat de Paul is dead-mythologie in 1969 aanhang begon te krijgen meenden veel Beatles-fans er "I buried Paul" in te horen. John Lennon verklaarde achteraf dat hij "Cranberry sauce" zei. Op een van de Anthology-versies is duidelijker te horen dat hij dit ook daadwerkelijk zegt. Verder is het ook mogelijk om "I'm very bored", "I married George" of "I married Paul" te verstaan.

## Videoclip

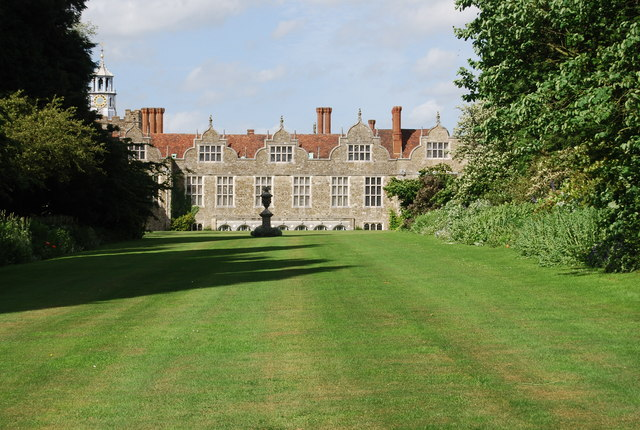
In Knole Park werd de videoclip opgenomen.

Omdat het voor The Beatles onmogelijk was geworden om op te treden in alle televisieprogramma's waar ze voor uitgenodigd werden, waren ze in 1966 begonnen met het maken van videoclips avant la lettre voor hun singles. Deze videoclip werd dan naar de diverse televisieshows gestuurd om de single te promoten. Dit hadden ze voor het eerst gedaan voor de single Paperback Writer/Rain. Op 30 en 31 januari 1967 maakten The Beatles opnamen voor videoclips van Strawberry Fields Forever en Penny Lane in Knole Park nabij de Engelse plaats Sevenoaks. De videoclip werd geregisseerd door de Zweedse regisseur Peter Goldman. In de clip van Strawberry Fields Forever zijn de vier Beatles overdag en 's nachts te zien, terwijl ze lopen om een piano die bij een boom staat. In de clip wordt gebruikgemaakt van diverse effecten, zoals achteruit afgespeelde opnamen en stop-motion animatie.

## Verschijning en hitnotering
Op 17 februari 1967 werd Strawberry Fields Forever/Penny Lane als single uitgebracht in Groot-Brittannië. Terwijl de Beatles bezig waren aan de opnamen voor Sgt. Pepper's Lonely Hearts Club Band, wilde manager Brian Epstein een nieuwe single uitbrengen. Producer George Martin liet hem weten dat de Beatles ondertussen drie nummers (Strawberry Fields Forever, Penny Lane en When I'm Sixty-Four) hadden opgenomen, waarvan er twee goed genoeg waren om op single te verschijnen. Er werd besloten om zowel Strawberry Fields Forever als Penny Lane op dezelfde single uit te brengen om zo de fans waar voor hun geld te geven. Doordat Strawberry Fields Forever op single verscheen, betekende dit dat het nummer niet op Sgt. Pepper's Lonely Hearts Club Band zou verschijnen. Achteraf was dit volgens George Martin 'de grootste vergissing uit zijn leven'.
De single was, net als de voorgaande Beatles-singles, een hit, maar haalde voor het eerst sinds Love Me Do niet de nummer 1-positie in Engeland. Strawberry Fields Forever/Penny Lane slaagde er in Engeland niet in om Release Me van Engelbert Humperdinck van de eerste plaats te verdrijven.

## Strawberry Fields Forever op albums van The Beatles
Strawberry Fields Forever is, na het verschijnen op single, ook op diverse albums van The Beatles uitgebracht. In 1967 verscheen het nummer op het, in de Verenigde Staten uitgebrachte, album Magical Mystery Tour. In het Verenigd Koninkrijk verscheen dat jaar een dubbel-ep onder dezelfde naam, maar hier werd Strawberry Fields Forever niet op uitgebracht. In 1973 werd Strawberry Fields Forever ook opgenomen op het verzamelalbum 1967-1970. Toen in de jaren tachtig de albums van The Beatles op cd werden uitgebracht, werd ervoor gekozen om de Amerikaanse versie van Magical Mystery Tour, met Strawberry Fields Forever, uit te geven.
Op Anthology 2 zijn drie verschillende versies van het nummer te horen. De eerste versie is een demo uit november 1966 waarop alleen John Lennon met een akoestische gitaar te horen is. Deze versie is door Lennon opgenomen in zijn huis in Weybridge. De tweede versie is de eerste take van Strawberry Fields Forever opgenomen in de Abbey Road Studios op 24 november 1966. Deze versie van het nummer verschilt van de uiteindelijke versie doordat het een ander arrangement en een andere volgorde van de liedtekst heeft. De laatste versie die op Anthology 2 te vinden is, is take 7 van Strawberry Fields Forever. De eerste 60 seconden van deze take zijn te horen in de uiteindelijke versie van het nummer (de rest van het nummer maakt gebruik van take 26). Deze take bevat een couplet dat niet te horen is in het uiteindelijke nummer.
Ook op het in 2006 uitgebrachte Love is Strawberry Fields Forever te horen. Deze versie van het nummer is gebaseerd op de demo die te horen is op Anthology 2. Deze versie bevat elementen van andere Beatlesnummers: Hello, Goodbye, Baby, You're a Rich Man, In My Life, Sgt. Pepper's Lonely Hearts Club Band, Penny Lane en Piggies.

## Hitnotering

### Veronica Top 40
| Penny Lane / Strawberry Fields Forever in de Nederlandse Top 40 - binnen 25-02-1967 | Penny Lane / Strawberry Fields Forever in de Nederlandse Top 40 - binnen 25-02-1967 | Penny Lane / Strawberry Fields Forever in de Nederlandse Top 40 - binnen 25-02-1967 | Penny Lane / Strawberry Fields Forever in de Nederlandse Top 40 - binnen 25-02-1967 | Penny Lane / Strawberry Fields Forever in de Nederlandse Top 40 - binnen 25-02-1967 | Penny Lane / Strawberry Fields Forever in de Nederlandse Top 40 - binnen 25-02-1967 | Penny Lane / Strawberry Fields Forever in de Nederlandse Top 40 - binnen 25-02-1967 | Penny Lane / Strawberry Fields Forever in de Nederlandse Top 40 - binnen 25-02-1967 | Penny Lane / Strawberry Fields Forever in de Nederlandse Top 40 - binnen 25-02-1967 | Penny Lane / Strawberry Fields Forever in de Nederlandse Top 40 - binnen 25-02-1967 | Penny Lane / Strawberry Fields Forever in de Nederlandse Top 40 - binnen 25-02-1967 | Penny Lane / Strawberry Fields Forever in de Nederlandse Top 40 - binnen 25-02-1967 | Penny Lane / Strawberry Fields Forever in de Nederlandse Top 40 - binnen 25-02-1967 | Penny Lane / Strawberry Fields Forever in de Nederlandse Top 40 - binnen 25-02-1967 | Penny Lane / Strawberry Fields Forever in de Nederlandse Top 40 - binnen 25-02-1967 |
| Week                                                                                | 1                                                                                   | 2                                                                                   | 3                                                                                   | 4                                                                                   | 5                                                                                   | 6                                                                                   | 7                                                                                   | 8                                                                                   | 9                                                                                   | 10                                                                                  | 11                                                                                  | 12                                                                                  | 13                                                                                  |                                                                                     |
| ----------------------------------------------------------------------------------- | ----------------------------------------------------------------------------------- | ----------------------------------------------------------------------------------- | ----------------------------------------------------------------------------------- | ----------------------------------------------------------------------------------- | ----------------------------------------------------------------------------------- | ----------------------------------------------------------------------------------- | ----------------------------------------------------------------------------------- | ----------------------------------------------------------------------------------- | ----------------------------------------------------------------------------------- | ----------------------------------------------------------------------------------- | ----------------------------------------------------------------------------------- | ----------------------------------------------------------------------------------- | ----------------------------------------------------------------------------------- | ----------------------------------------------------------------------------------- |
| Nummer                                                                              | 4                                                                                   | 1                                                                                   | 1                                                                                   | 1                                                                                   | 1                                                                                   | 2                                                                                   | 2                                                                                   | 5                                                                                   | 11                                                                                  | 14                                                                                  | 27                                                                                  | 34                                                                                  | 38                                                                                  | uit                                                                                 |

### Parool Top 20
| Penny Lane / Strawberry Fields Forever in de Parool Top 20 - binnen 25-02-1967 | Penny Lane / Strawberry Fields Forever in de Parool Top 20 - binnen 25-02-1967 | Penny Lane / Strawberry Fields Forever in de Parool Top 20 - binnen 25-02-1967 | Penny Lane / Strawberry Fields Forever in de Parool Top 20 - binnen 25-02-1967 | Penny Lane / Strawberry Fields Forever in de Parool Top 20 - binnen 25-02-1967 | Penny Lane / Strawberry Fields Forever in de Parool Top 20 - binnen 25-02-1967 | Penny Lane / Strawberry Fields Forever in de Parool Top 20 - binnen 25-02-1967 | Penny Lane / Strawberry Fields Forever in de Parool Top 20 - binnen 25-02-1967 | Penny Lane / Strawberry Fields Forever in de Parool Top 20 - binnen 25-02-1967 | Penny Lane / Strawberry Fields Forever in de Parool Top 20 - binnen 25-02-1967 | Penny Lane / Strawberry Fields Forever in de Parool Top 20 - binnen 25-02-1967 | Penny Lane / Strawberry Fields Forever in de Parool Top 20 - binnen 25-02-1967 | Penny Lane / Strawberry Fields Forever in de Parool Top 20 - binnen 25-02-1967 |
| Week                                                                           | 1                                                                              | 2                                                                              | 3                                                                              | 4                                                                              | 5                                                                              | 6                                                                              | 7                                                                              | 8                                                                              | 9                                                                              | 10                                                                             | 11                                                                             |                                                                                |
| ------------------------------------------------------------------------------ | ------------------------------------------------------------------------------ | ------------------------------------------------------------------------------ | ------------------------------------------------------------------------------ | ------------------------------------------------------------------------------ | ------------------------------------------------------------------------------ | ------------------------------------------------------------------------------ | ------------------------------------------------------------------------------ | ------------------------------------------------------------------------------ | ------------------------------------------------------------------------------ | ------------------------------------------------------------------------------ | ------------------------------------------------------------------------------ | ------------------------------------------------------------------------------ |
| Nummer                                                                         | 4                                                                              | 1                                                                              | 1                                                                              | 1                                                                              | 1                                                                              | 1                                                                              | 2                                                                              | 5                                                                              | 11                                                                             | 15                                                                             | 20                                                                             | uit                                                                            |

### Single Top 100
| Hitnotering: 27-11-2010 t/m | Hitnotering: 27-11-2010 t/m | Hitnotering: 27-11-2010 t/m | Hitnotering: 27-11-2010 t/m | Hitnotering: 27-11-2010 t/m | Hitnotering: 27-11-2010 t/m |
| Week                        | 1                           | 2                           | 3                           | 4                           | 5                           |
| --------------------------- | --------------------------- | --------------------------- | --------------------------- | --------------------------- | --------------------------- |
| Nummer                      | 97                          |                             |                             |                             |                             |

### NPO Radio 2 Top 2000
Strawberry Fields Forever staat vanaf 1999 genoteerd in de Radio 2 Top 2000, het jaar waarin deze lijst ook voor de eerste maal werd samengesteld en uitgezonden. Dat jaar behaalde het nummer ook zijn hoogste positie tot nu toe, 97.

| Nummer met noteringen in de NPO Radio 2 Top 2000 | '99 | '00 | '01 | '02 | '03 | '04 | '05 | '06 | '07 | '08 | '09 | '10 | '11 | '12 | '13 | '14 | '15 | '16 | '17 | '18 | '19 | '20 | '21 | '22 | '23 | '24 |
| ------------------------------------------------ | --- | --- | --- | --- | --- | --- | --- | --- | --- | --- | --- | --- | --- | --- | --- | --- | --- | --- | --- | --- | --- | --- | --- | --- | --- | --- |
| Strawberry Fields Forever                        | 97  | 131 | 180 | 214 | 207 | 259 | 261 | 187 | 183 | 189 | 204 | 247 | 271 | 308 | 301 | 395 | 322 | 387 | 505 | 587 | 548 | 558 | 626 | 652 | 612 | 735 |

1. ↑  Een vetgedrukt getal geeft de hoogste notering aan.